# Mariella
Mariella — круизный 11-палубный пассажирский и автомобильный паром финского судоходного концерна Viking Line. Совершает регулярные рейсы  по маршруту Хельсинки-Мариехамн/Лонгнес-Стокгольм. Построен в 1985 г.  по заказу пароходства SF Line в составе концерна Viking Line. Грузопассажирский паром компании Viking Line, построенный в 1985 г. на верфи Wärtsilä в Турку, Финляндия. Судно-близнец – MS SPL Princess Anastasia.

## Строительство
Паром построен на верфи Wärtsilä в Турку, Финляндия. Заложен 8 апреля 1984 г., спущен на воду 28 сентября 1984 года. На момент завершения строительства и вплоть до 1989 г. являлся крупнейшим в мире круизным паромом.
Закладка судна состоялось 18 апреля 1984 г, а уже 28 сентября 1984 года оно было спущено на воду. После проведения ходовых испытаний паром был передан компании SF-Line AB (оператор в составе концерна Viking Line) 18 мая 1985 года.

## Эксплуатация
Паром Mariella является рекордсменом по времени постоянной эксплуатации на маршруте Хельсинки-Мариехамн/Лонгнес-Стокгольм.
В летнем сезоне 1996 года в расписание Mariella был добавлен короткий круиз из Хельсинки в Таллинн, вместо девятичасовой стоянки в Хельсинки. Эти «круизы для пикника» оказались непопулярными, и экспериментальный маршрут был закрыт.
В июле 1999 года маршрут был дополнен заходом в Мариехамн (Аландские острова) на пути из Хельсинки в Стокгольм, также в Лонгнесс (Аландские острова) на обратном пути из Стокгольма в Хельсинки, с целью сохранения права беспошлинной торговли на борту.
В сентябре 2000 года на заводе в г. Наантали паром Mariella был модернизирован.  Были установлены задние аппарели и новые скоростные спасательные шлюпки. Также были значительно обновлены интерьеры и перестроены общественные помещения.
Следующий крупный ремонт был проведен в сентябре 2006 года также в Наантали. На этот раз был перестроен магазин беспошлинной торговли, построен новый дискозал и еще один ресторан.

## Интересные факты
Mariella было первым судном, которое прибыло на место крушения парома Estonia в сентябре 1994 года. В ходе спасательных работ экипажем на борт были подняты 15 выживших. Ещё 11 человек были доставлены на борт спасательным вертолётом, так как Mariella использовалась в качестве места посадки вертолётов в ходе спасательной операции.
Почти все суда компании Viking Line (кроме новейших Viking XPRS и Viking Grace) названы женскими именами с окончанием -ella: Gabriella, Mariella, Amorella, Rosella, Cinderella. Такая традиция была установлена в честь жены создателя компании, которую звали Ellen, что в уменьшительно-ласкательном варианте звучит как Ella.